# غار قوام‌آباد
غار قوام آباد مربوط به دوران پارینه‌سنگی جدید و دوران فرادیرینه‌سنگی است و در شهرستان پاسارگاد، بخش مرکزی، دهستان کمین، ۵۰۰ متری شمال شرق روستای قوام آباد واقع شده و این اثر در تاریخ ۲۶ اسفند ۱۳۸۶ با شمارهٔ ثبت ۲۱۸۷۶ به‌عنوان یکی از آثار ملی ایران به ثبت رسیده است.